# Danspalats

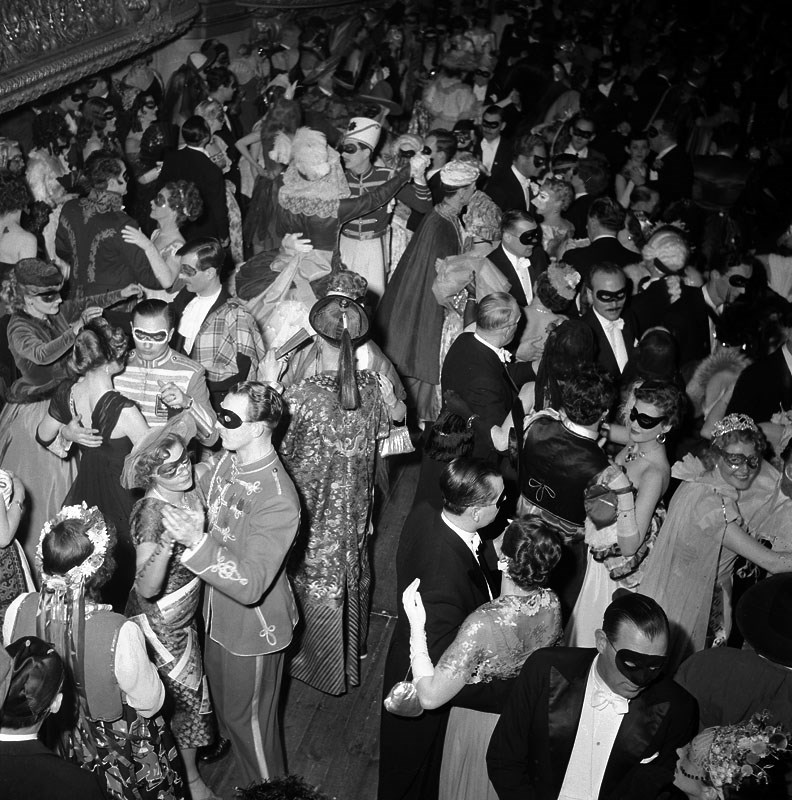
Dans på Operamaskeraden, 3 mars 1953

Danspalats var en festplats där folk genom historien samlats för att åtnjuta nöjen som dans, sällskap och musik. Danspalatsen var mestadels belägna i stora prydliga sekelskiftesbyggnader.

## Historik

### Ursprung
Danspalatsens ursprung går långt tillbaka i tiden till sällskapsdansens början. Utomlands var det mycket vanligt med dansarrangemang som sedan blev till stora baler, som då var offentliga och öppna för alla. De olika tillställningarna bidrog till ett närmande mellan olika sociala grupper och deras danstraditioner, vilket hjälpte till att minska klyftan mellan de olika samhällsklasserna. De allra första stora danspalatsen bildades i Europa under början av 1800-talet, vilket utförligt återges i brev från Johann Friedrich Reichardt som var på resa i mellersta Europa under denna tid.

#### Sverige
I Sverige däremot hade allmogens ungdomar tidigare roat sig med dans på lekstugor som ordnades i sockarna. Lekstugorna var öppna för dem som ville, men det var vanligast att de som bodde i närområdet kom dit och dansade. I slutet av 1800-talet och början av 1900-talet kan en förändring urskiljas på så sätt att det blev mindre vanligt att man dansade i någons stuga, vid ett vägskäl eller i en lada. I samband med industrialiseringen anordnades dansbanor, och ofta var det lokala nykterhets- eller arbetarrörelsen som stod bakom. Även folkparker samt folkparksrörelsen blev vanliga dansarrangörer på 1900-talet. Under denna tid var detta främst en ungdomsrelaterad aktivitet.
Det första svenska danspalatset anlades på privat initiativ i Hällefors, den sedan 1796 framväxande Krokbornsparken, som finns kvar på samma plats än idag. Därefter kom den första folkparken som anlades av arbetarrörelsen, Folkets Park i Malmö, 1891, och blev den största dansbanan i hela Skandinavien. Allteftersom intresset växte, blev det allt fler dansbanor runt om i landet.
Under tidsperioden 1900–1950 började dansbanor, folkparker och danspalats anläggas även på landsbygden. På 1930-, 1940- och 1950-talen uppträdde många av tidens stora svenska artister på danspalatsen, som hade öppet varje lördag.

## Dansbaneelände
Huvudartikel: Dansbaneeländet
Danspalatsens och folkparkernas ökade popularitet bland ungdomarna skapade moralpanik i det svenska samhället under 1930–1940-talen. Danspalatsen ansågs föra med sig superi och ökad osedlighet, under 1930-talet hade oron expanderat och spridit sig främst bland kyrkans män. På danspalatsen härskade den okontrollerade ungdomskulturen, en sinnebild för en generation som var mindre auktoritetsbunden och mindre kontrollerbar än tidigare. Detta togs upp på kyrkomöten och nådde till och med till riksdagen. Regeringen infordrade via länsstyrelserna yttranden om nöjeslivets sanering och begränsning.

## Stockholm
Under början av 1900-talet, speciellt efter Skansens öppnande år 1891, blev intresset för sällskapsdans i form av folkdanser allt större. Sällskapsdansen i offentlig miljö slog igenom 1910 och skapade under denna tid stora rubriker bland moralister. Trots det stora motståndet växte dansintresset på Stockholms gator.
Den moderna dansen kom att bli en populär umgängesform som blev vanlig på flera platser i Stockholm. Vissa av dessa platser finns ännu 2020, Sveasalen, Berns, Danspalatset på Östermalm, Mosebacke och Boston Palace på Djurgården. Idén var genialisk, en plats för människor att träffs, njuta av bra musik och dansa. Idén växte och allt fler så kallade danspalats etablerades runt om i Stockholm.

### Nalen

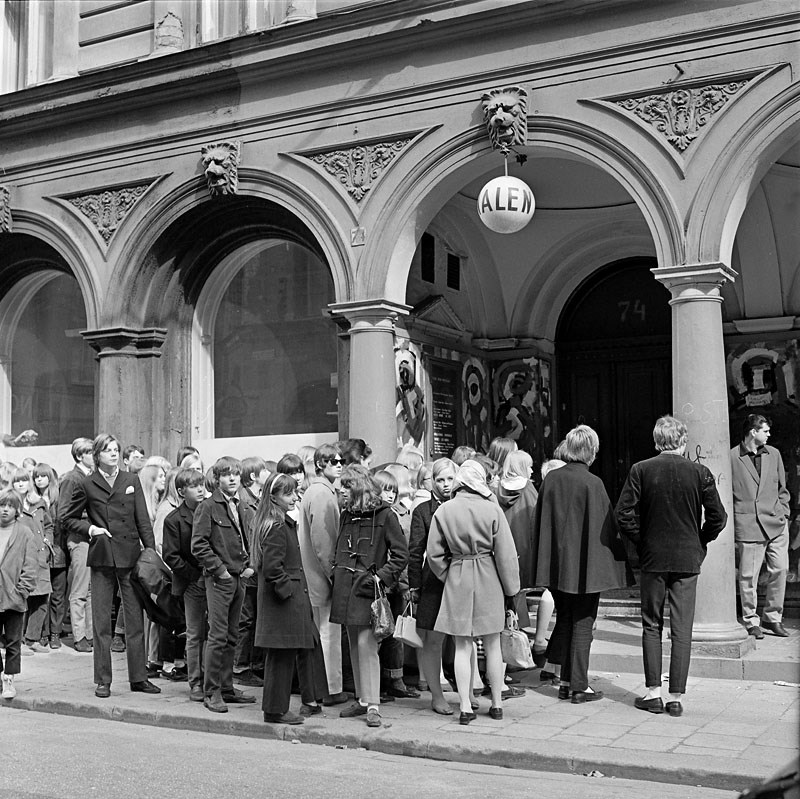
Kö utanför "Nalen", 1967

Nalen är en byggnad på Regeringsgatan 74 som stod färdig år 1887. Från början var namnet Nationalpalatset, vilket senare förkortades till Nalen. Under åren 1910–1960 var Nalen en av Stockholms främsta och mest välkända danspalats och en stor scen för dåtidens jazzmusiker. Byggnaden hade en gigantisk fest- och samlingssal, med en mindre konferenssal (senare världskänd som Harlem), ett arkiv och ett sammanträdesrum samt en restaurang. I de övre våningarna i huset fanns även ett större antal hyreslägenheter, främst avsedda för medlemmarna men även i mån av tillgång, för andra oförvitliga medborgare i den snabbt växande storstaden. Hela bygget i sin helhet kostade uppemot cirka en halv miljon kronor, vilket idag motsvarar cirka 30 miljoner kronor i dagens penningvärde. Det visade sig efter ett tag att sällskapsarrangemangen inte räckte till för att betala driftkostnaderna. För att få in pengar hyrdes lokalerna ut till allsköns aktiviteter; julfester för barn, gymnastikuppvisningar, forum för brottning och boxning etcetera.
Efter den svåra perioden med rusdrycksförordningen tog sedan Gustav Lindblom, även kallad "Topsy", över Nationalpalatset år 1933 gratis då den dåvarande lokalinnehavaren blev vräkt. "Topsy" startade om verksamheten som blev till Stockholms främsta nöjespalats, där alla de stora artisterna framträdde. Under 1960-talet började danspalatset tappa sin popularitet. "Topsy" Lindbloms son Hasse Lindblom gjorde ett försök att locka tillbaka publiken med fribiljetter, rabatter och billiga gitarrband men lyckades aldrig.
Nalen köptes sedan av LP-stiftelsen på 1980-talet och Erik Edin gjorde om Nalen till en värmestuga för Stockholms hemlösa. Detta stängdes ned när LP-stiftelsen gick i konkurs 1997. 1998 öppnades Nalen återigen som en nöjeslokal, vilken drevs av SAMI - Svenska artisters och musikers intresseorganisation. 2019 var Nalen ett hus med konserter, konferenser och med en egen restaurang.

### Berns
1 augusti 1863 öppnade konditorn Heinrich Robert Berns "Berns Salong", blev det Stockholms största offentliga lokal byggd på lån. Området som idag är Stockholms centrum för nattliv, hade då legat under vatten ännu 15 år tidigare, då allt var ett grunt stinkande träsk. Det nuvarande Östermalm fanns inte ens till namnet, stadsdelen hette då Ladugårdslandet, Stockholms fattigaste stadsdel efter Katarina.
Heinrich Robert Berns dröm var då att öppna en konsert- och festlokal som även skulle innefatta ett schweizeri. Lokalen blev istället använd till stora offentliga sammankomster, dels till rikt varierad lättare form av underhållning av knivkastare, sångartister, en skridskodansör, kinesiska eldslukare, luftakrobater och apteater. Men även några år av riktig teater. Kostnaden för lokalen blev för hög och år 1867 behövde Berns ansöka om konkurs, men lyckades bli fri från sina skulder genom att nöja sig med en ekonomisk uppgörelse att få ut 12,5 % av fordringarna. Detta gav Berns möjligheten att börja om på nytt, och verksamheten fortsatte.
År 1886 utvidgades byggnaden med ytterligare en salong samtidigt som namnet ändrades från Berns Salong till Berns Salonger. Detta innebar att de behövde fylla både den gamla och nya salongen, de gjorde flera försök med internationella sångartister, men tyvärr förgäves. År 1888 fick de dessutom stor konkurrens av Sveasalen vid Hamngatan, där NK idag ligger. Redan nästa år övergick Sveasalen från orkestermusik till varieté och Berns gjorde detsamma. När nya salongen var ny, kostade entrén 25 öre, medan inträdet till den gamla salongen var gratis. Med tiden kom den enklare publiken att sitta i gamla salongen och på verandorna åt parken, och den fina publiken i stora salongen.
När alkoholförbudet infördes resulterade det i att Berns stod tomt, den forna stolta glanstiden var förbi. Varietén blev utrotad och de gamla teatrarna återfick sin förlorade publik. Detta innebar en svårt period för Berns, som försökte med en "internationell variant av varieté" fast utan servering av alkohol.
År 1902 dog Heinrich Robert Berns och 1904 dog Hugo Berns, och 1907 såldes Berns till en finanskonsortium som tog namnet AB Berns Salonger. Lokalerna stängdes för en genomgripande renovering och ombyggnation. Den nya ledningen lade nu vikt av Berns karaktär som fest- och musiklokal. Det anordnades familjekonserter och enstaka gästartister uppträdde.
År 1917 kom rusdrycksförordningen som förlamade restauranglivet i flera decennier och dödade varietén. Vin och sprit serverades endast i begränsad mängd och då i samband med måltid, vilken skulle bestå av lagad mat till ett visst minimipris. Varieté och andra föreställningar fick inte förekomma i lokal som hade inre förbindelse med utskänkningslokal; detsamma gällde för offentliga danstillställningar. Berns blev under dessa decennier en restaurang bland alla andra, bara större i formatet. Vid enstaka tillfällen, när behållningen skulle gå till välgörenhet eller ett ideellt syfte kunde åberopas, gavs tillstånd till soaréer eller danstillställningar. Några av dessa var Landstormen, skytterörelsen och Rädda Barnen. Salongerna stod annars ofta helt tomma utom vid danskvällar och vid enstaka festligheter.
I början av 1930-talet köptes fastigheten av Göteborgsbanken, som vid denna tid ägde grannfastigheten. Avsikten med köpet var att riva och bygga nytt, då ett bankpalats, men opinionen ville ha kvar Berns, och banken tog inte strid. Istället gjorde de tvärtom, styckade av 400 kvadratmeter av sin egen tomt åt Berns och byggde en ny modern köksavdelning 1938. År 1944 tog restaurangkedjan Norma över verksamheten.
1955 provades varietéförbudet och Berns var en av tre Stockholmsrestauranger som ingick i försöket. Senare samma år avskaffades varieté-paragrafen och flera andra restriktioner, vilket gjorde det möjligt för Berns varieté att återupptas, vilket gjordes med en galafest i smoking den 14 oktober 1955 med underhållning av Karl Gerhard. Sedan passerade under nära 30 år en rad världsstjärnor - Marlene Dietrich, Joséphine Baker, Harry Belafonte, Miriam Makeba och många andra och av svenskarna Zarah Leander, Povel Ramel, Hans Alfredson och Tage Danielsson, Lill Lindfors etcetera. Till denna period hör även Bernspriset, som instiftades till 100-årsminnet 1963 för att påminna om restaurangens centrala plats i Stockholms kulturella och sällskapliga liv under ett sekel, och som Pennklubben årligen delar ut till en framstående Stockholmsskildrare.
På 1970-talet öppnades "Nya röda rummet" som var avsett att bli en samlingspunkt för artister och författare. Med tiden föryngrades publiken något enormt, och Röda Rummet kategoriserades i slutet som en "ungdomsgård med ölrättigheter". 
Under 1970- och 1980-talen skedde en radikal förändring av Stockholms uteliv. Utbudet av nöjen, högklassig mat och underhållning ökade i en takt ingen hade kunnat förutspå. De nya ägarna av Berns, fastighetsbolaget Stockholms Badhus bestämde sig då för att förnya Berns. Det nya Berns skulle vila på fyra ben - restaurang, underhållningslokal, konferenscentrum och hotell. Försäkringsaktiebolaget Skandia är ägare sedan 1987.

### Fenixpalatset
Fenixpalatset uppfördes 1911 på Adolf Fredriks kyrkogata 10 av affärsmannen Carl Smitt som var byggherre för ett 20-tal byggnader. Smitt var väldigt sportintresserad och ägnade sig mycket åt isjaktssegling och ballongflygning. Han bestämde sig då tillsammans med sin kompanjon att öppna Fenixpalatset, ett sportpalats med rullskridskobana, bowlinghall, biljardsalong och annat som var på modet att introducera i Sverige. Innan Smitt fått byggnadslovet hade dock rullskridskoåkning hunnit bli omodernt, så han valde att istället fokusera på en musiksalong.1912 stod palatset öppet för allmänheten och fick stor publikströmning till de olika konserterna som hölls i den fina lokalen.
Sedan 1896 hade det varit förbjudet att servera så kallade rusdrycker i varietélokaler. Öl och vin var dock tillåtet under vissa förhållanden, medan starksprit kunde säljas i avskilda rum. 1917 skärptes reglerna angående servering av rusdrycker vilket innebar att en stor del av inkomsten och publiken uteblev. Därefter gjordes en grundlig reparation av hela lokalen för att locka kunder. Fenixpalatset fortsatte sedan att ordna danskvällar två gånger i veckan, vilket fortsatte fram till 1927 då det beslutades att läggas ned. Lokalen fungerade därefter både som en restaurang och teater, vilket upphörde efter endast ett år. Paul Meier blev den nya ägaren 1931 som startade ett dansetablissemang, vilket blev väldigt uppskattat och betraktades som bland de absolut främsta i Stockholm under 1930-talet. Fenixpalatset bytte då namn till Fenix-Kronprinsen. Dansetablissemangen tog helt slut vid 1940, då lokalen köptes av Pingstförsamlingen Östermalms fria församling som gjorde om den till en kyrka under namnet Citykyrkan.

## Dagens samhälle
De flesta danspalatsen som Stockholmarna frekventerade på 1930- till 1960-talen finns inte kvar. Antingen har de stängts igen för länge sedan, rivits eller brunnit upp. Nalen har visserligen återuppstått men inte som ett danspalats. Men de palatsen och lokaler som är försvunna är ändå värda att nämnas, inte minst för att de en gång var en viktig del i Stockholms nöjesliv.